# 黎烈文
黎烈文（1904年5月18日—1972年10月31日），是一位出生於湖南湘潭的作家、翻譯家、學者及編輯。

## 生平

### 早年經歷
- 清光緒三十年(1904年)，五月出生於湖南湘潭。
- 民國十三年(1924年)，任職於上海商務印書館。
- 民國十五年(1926年)，進入東京第一高等學校預科；後來，他前往法國第戎柏根蒂大學（英语：University of Burgundy）就讀並獲得文學學士學位，復於巴黎大學取得文學碩士學位。

### 回到中國
- 民國二十一年(1932年)，返回中國，與嚴冰之結婚。十二月應史量才邀請，任《申報》副刊《自由談》主編。

後於上海商務印書館從事編輯工作，並利用業餘時間從事文藝創作。。
- 民國二十三年(1934年)，5月，他離開《申報》職位。
- 民國二十四年(1935年)，與魯迅、茅盾、黃源等組織譯文社，從事外國文學的作品翻譯，
- 民國二十五年(1936年)，他負責主編《中流》半月刊；同年，他在魯迅出殯時同巴金、孟十還等人扶其棺材上靈車。
- 民國二十八年(1939年)，抗日戰爭期間，他應福建省主席陳儀邀請至當地從事文化及教育工作，並創辦由福建省政府經營的「改進出版社」等文化事業。這期間主編過《改進》、《現代文藝》，且翻譯了不少外國名作。

### 臺灣半生
- 民國三十五年(1946年)，應臺灣省行政長官陳儀邀請來到臺灣並出任官方媒體《台灣新生報》之副社長，以輔助臺籍社長李萬居處理事務。
- 民國三十六年(1947年)，轉往國立臺灣大學擔任教授，開授法語和法國文學等課程。此外，他還曾兼任臺灣省訓練團講座。
- 民國六十一年(1972年)，十月三十一日，黎烈文在擔任教授任內病逝於臺北市。[5]

## 家庭
- 嚴冰之：第一任妻子。
- 許粤華：第二任妻子。
- 黎念之：與嚴冰之的兒子。

## 作品

### 散文
- 《崇高的母性》，上海：文生出版，1937年年
- 《黎烈文散文選集》，天津：百花文藝出版社，第2版，2004年

### 小說
- 《舟中》（短篇小說集），上海：泰東圖書局出版，1926年

### 報導文學
- 《勝利的曙光》（報告文學集），烽火社出版，1940年

### 論述
- 《藝文談片》，臺北文星出版，1964年
- 《西洋文學史》，臺北大中國出版，1970年
- 《法國文學巡禮》，臺北志文出版，1973年
- 《天才與環境：黎烈文藝文談片》，學林出版社出版:新華書店上海發行所發行，1997年

### 翻譯
《企鵝島》、《冰島漁夫》、《兩兄弟》（《筆爾和哲安》）、《紅與黑》、《魔沼》、《雙重誤會》、《伊爾的美神》、《脂肪球·流浪者》、《屋頂間的哲學家》、《拉曼邱的戀愛》、《法國短篇小說選》、《臺灣島之歷史與地誌》、《法軍侵臺始未》、《芥川龍之介短篇小說集》等。
- 《河童》（中、短篇小說集）日芥川龍之介著，上海商務印書館，1928年
- 《醫學的勝利》法國本那特著，上海：商務印書館，1933年
- 《紅蘿蔔鬚》，法國累那爾，上海：生活書店，1934年
- 《妒誤》(劇本)，斑拿，上海：商務印書館，1935年
- 《企鵝島》，法國法朗士，上海：商務印書館，1935年
- 《筆爾和哲安》，法國莫泊桑，上海：商務印書館，1936年
- 《羊脂球》，莫泊桑，上海：商務印書館，1936年
- 《法國短篇小說選》，斯湯達爾等，上海：商務印書館，1936年
- 《冰島漁夫》，法國委特，上海：生活書店，1936年
- 《邂逅草》（小說、戲曲合集），法國紀德等著，上海：生活書店，1937年
- 《鄉下醫生》，法國巴爾札克，長沙：商務印書館，1940年
- 《第三帝國的兵士》（小說），匈牙利霍爾發斯著，改進出版，1941年
- 《兩兄弟》，莫泊桑，重慶文化生活，1943年3月(為《筆爾和哲安》易名再版)
- 《亞爾維的秘密》（劇本集），法國倍爾納著，改進出版，1945年
- 《最高勳章》（短篇小說集），蘇俄梭爾齊瓦等著，改進出版，1945年
- 《偉大的命運》（小說），蘇俄克洛勒著，改進出版，1945年
- 《伊爾的美神》，梅里美，重慶文化生活，1948年
- 《愛的哲學》，梭維斯特，公論，1948年
- 《最高勳章》，梭爾齊瓦，平明出版，中國圖書總經銷，滬再版 1952年
- 《筆爾和哲安》，莫泊桑，臺北正中書局，1953年
- 《魔沼》，桑喬治，臺北正中書局，1954年
- 《脂肪球》，莫泊桑，臺北大業書局，1955年
- 《田園交響曲》，紀德，臺北啟明書局，1956年
- 《屋頂間的哲學家》，梭維斯特，臺北大業書店，1957年
- 《迷藥》，斯湯達爾，臺北大業書局，1957年
- 《鬼池》，桑喬治，臺北大業書局，1957年
- 《雙重誤會》，梅里美，臺北大業書局，1958年
- 《臺灣島之歷史與地誌》，英鮑爾-赫特，編者，1958年
- 《法軍侵臺始末》，格榮特，臺北：臺灣銀行，1960年
- 《拉曼邱的戀愛》，委特，臺北：臺灣開明書店，1961年
- 《冰島漁夫》，委特，臺北：臺灣開明書店，1962年
- 《失鳴鳥》，米爾，臺北重光書局，1964年
- 《紅與黑》，黎烈文譯，臺北：文壇社，1966年
- 《法國短篇小說選》，斯湯達爾等，臺北：志文出版，1973年
- 《梅里美選集》，梅里美，臺北：長歌書局，1975年

### 標點整理
- 《標點宋人平話大唐三藏取經詩話》，上海：商務印書館，1925年
- 《標點宋人平話大宋宣和遺》，上海：商務印書館，1925年
- 《新編五代史平話》，上海：商務印書館，1935年
- 《大宋宣和遺事》，上海：商務印書館，1937年
- 《京本通俗小說》，上海：商務印書館，1935年
- 《宋人平話小說》，臺北：河洛，1975年
- 《京本通俗小說》，第10卷至第16卷，(宋)不著撰者，臺灣商務印書館，1975年

## 著名學生
- 顏元叔
- 白先勇
- 王文興
- 陳若曦
- 許達然

## 相關人物
- 魯迅
- 孟十還
- 臺靜農